# Miss Selfridge
Miss Selfridge ist eine britische, auf junge Frauen ausgerichtete Modemarke des Onlinehändlers Asos. 1966 als junge Marke des Kaufhauses Selfridges eingeführt, war Miss Selfridge bis zur Übernahme durch Asos auch eine international vertretene Handelskette.

## Geschichte
Ende der 1960er-Jahre reagierten die großen Londoner Kaufhäuser auf den Boom der Boutiquen des „Swinging London“, um junge Kundinnen an sich zu binden. Charles Clore, Besitzer der Kaufhauskette Selfridges, soll für seine Tochter das Ladenkozept mit dem Namen Miss Selfridge entwickelt haben. Wesentlichen Anteil an der Konzeption hatte seine Privatsekretärin Winifred Sainer, die auch das bis heute verwendete Logo entwarf.
Miss Selfridge eröffnete im Jahr 1966 im Kaufhaus Selfridges in der Oxford Street, mit einem eigenen Eingang und deutlich moderner gestalteten Verkaufsflächen. Die ersten Schaufensterpuppen wurden im Aussehen Twiggy nachempfunden, frühe Kollektionen wurden etwa von Zandra Rhodes und Pierre Cardin entworfen. In der Anfangszeit gab es die Marke Miss Selfridge nur als Concession in Kaufhäusern, die ersten eigenen Läden eröffneten einige Jahre später in den Londoner Einkaufsstraßen Regent Street und Brompton Road. In den 1970er-Jahren wurde die Miss Selfridge Ltd. als Unternehmen im Sears-Konzern gegründet. 1978 führte Miss Selfridge, angeblich als erste Modekette, eine eigene Make-up-Linie ein.
Im Juli 1999 verkaufte die angeschlagene Sears-Gruppe ihr Damenmodegeschäft an die Arcadia Group, darunter neben Miss Selfridge auch die Handelsketten Warehouse, Wallis und Outfit. 2002 übernahm Philip Green die Arcadia-Gruppe. Miss Selfridge startete 2003 einen eigenen Onlineshop. In den folgenden Jahren wurde Miss Selfridge in der Konzernbilanz manchmal negativ oder positiv hervorgehoben. Ein Beobachter beschrieb 2019, Miss Selfridge habe in diesen Jahren den Höhepunkt erlebt. Der gesamte Arcadia-Konzern sei durch Fast Fashion und Outsourcing profitabel geworden, habe aber den digitalen Wandel verpasst und sei vom Wettbewerb überholt worden.
Um den Arcadia-Konzern zu retten, beantragte im Mai 2019 ein Immobilienunternehmen, dem Filialen von Miss Selfridge und Evans gehörten, das Insolvenzverfahren. Im gleichen Jahr fiel der Umsatz von Miss Selfridge auf 102 Mio. Pfund. Das Unternehmen war nicht mehr profitabel und sollte sich nach einer Umstrukturierung mehr auf den Onlinehandel konzentrieren. Zahlreiche Läden wurden geschlossen, darunter auch der Flagship-Store am Londoner Oxford Circus. Der Arcadia-Konzern wurde zum Dezember 2020 unter Insolvenzverwaltung gestellt und verkaufte im Februar 2021 Miss Selfridge, zusammen mit den Marken Topshop, Topman und HIIT, an den Versandhändler Asos. Die Übernahme umfasste aber nicht die Ladengeschäfte, die in der Folge alle geschlossen wurden. Der Miss-Selfridge-Onlineshop wurde am 4. Februar 2021 auf den von Asos umgeleitet.

## Standorte

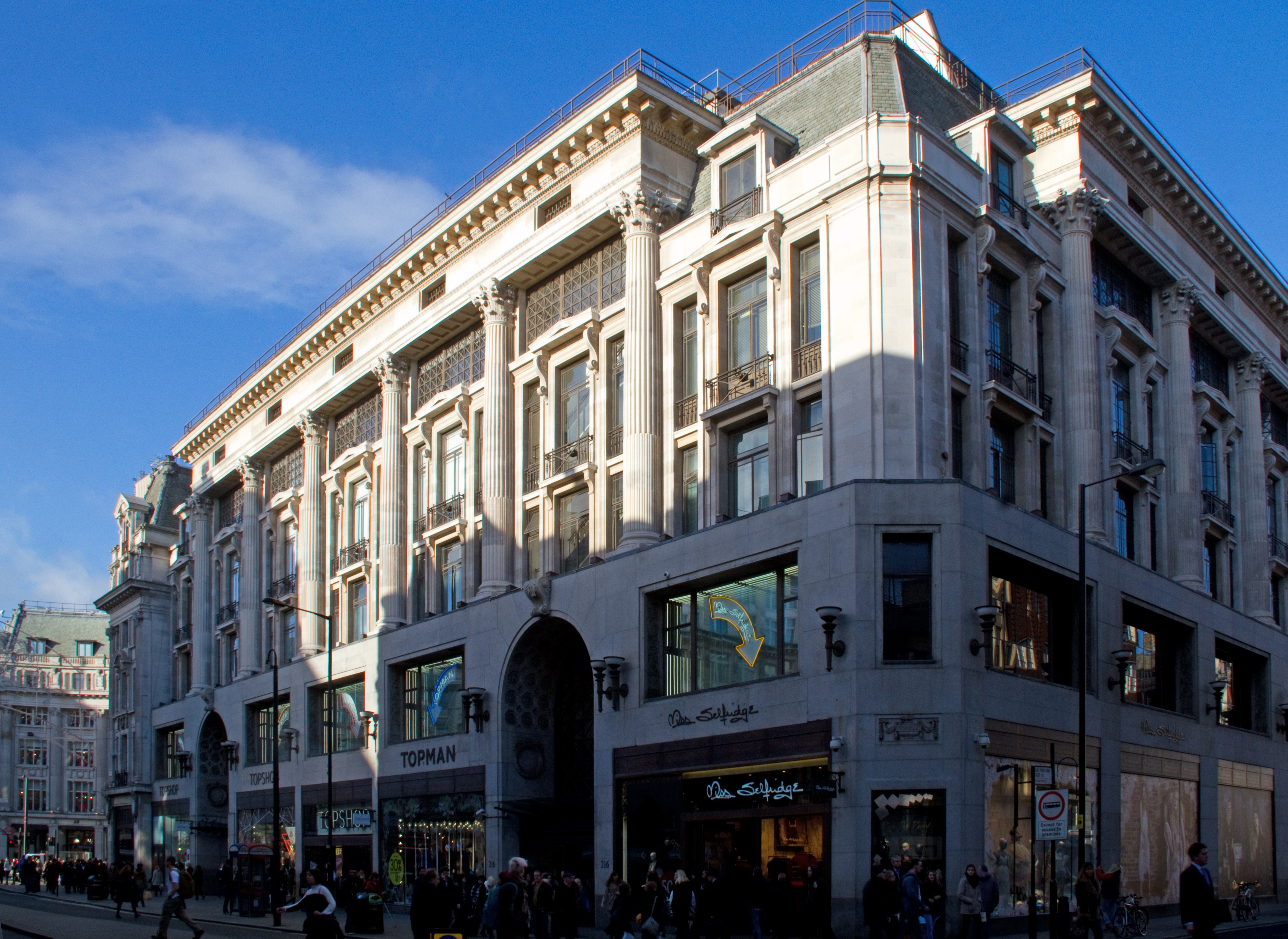
Flagship-Store von Miss Selfridge (und Topshop) in der Oxford Street, 2012

Miss Selfridge war eine kleinere Kette im Arcadia-Konzern, 2005 gab es 147 Verkaufsstellen im Vereinigten Königreich, davon 94 eigene Geschäfte. Im April 2001 eröffnete Miss Selfridge einen Flagshipstore am Oxford Circus, der direkt mit dem von Topshop verbunden war. Er wurde im Juli 2019 im Rahmen der Umstrukturierung geschlossen.
Außerhalb von Großbritannien gab es spätestens seit den 90er-Jahren in einigen Regionen lokale Unternehmen, die unter Lizenz Miss-Selfridge-Läden betrieben, wie Hoogenbosch Fashion in Benelux und Deutschland. Dort gab es auch Shop-in-shops von Miss Selfridge in einigen Kaufhof-Filialen. Ähnliche Zusammenarbeiten gab es später auch mit M.H. Alshaya im arabischen Raum oder Robinsons auf den Philippinen. In den 2010er-Jahren versuchte Arcadia, mit eigenen Läden in die USA zu expandieren. In anderen Ländern begann man, die eigenen Marken über Onlineshops wie ShangPin oder Jabong zu vertreiben.

## Ausrichtung
Miss Selfridge vermarktete sich mit einem Boutique-Charakter und setzte besonders auf hochmodische und schnell wechselnde Designs, insbesondere bei der Petite-Linie. Zielgruppe waren vor allem 15- bis 25-Jährige.